# Europa Jupiter System Mission

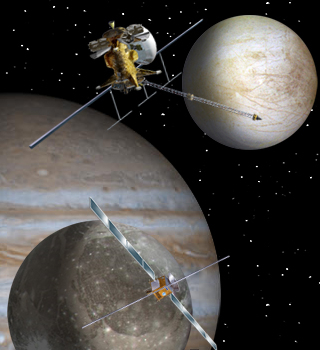
Az EJSM két tervezett szondája, JEO (Jupiter Europa Orbiter, fölül) és a JGO (Jupiter Ganymede Orbiter, alul)

A Europa Jupiter System Mission (EJSM, azaz Europa Jupiter-rendszer küldetés) az Outer Planet Flagship Mission (Külső bolygók Zászlóshajó-küldetése) több űrszondával tervezett küldetése, melyben egy-egy űrszondával venne részt a NASA, az ESA és esetleg a JAXA. Az űrszondák feladata a Jupiter mágneses mezejének, valamint két holdjának, az Europának és a Ganymedesnek a jobb megismerése, különös tekintettel a jégpáncéljuk alatti vízóceánra, és az ott esetleg létező életre. Indításukat 2020-ban tervezik, a Jupiter közelébe 2026 körül érnek, ahol legalább három évig kell működniük.
A NASA 2009. február 18-án bejelentette, hogy a program elsőbbséget kapott a bonyolultabb Titan Saturn System Missionnal szemben, bár ez utóbbi küldetés előkészítését sem állítják le. A program keretében két vagy három űrszondát terveznek indítani:
2011. február 4-én a küldetés kiemelt státuszt kapott a NASA-ESA közös vállalkozásaként, mint a legnagyobb jelenleg megvalósítható külső Naprendszerbe irányuló robotszondás küldetés.
Az ESA később azonban bejelentette, hogy a NASA-nak nem lesz kerete a projekt folytatásához, így az ESA a projektet egyedül, Jupiter Icy Moons Explorer (JUICE) néven viszi tovább.
- Jupiter Europa Orbiter (JEO): A NASA részprogramja az Europa hold vizsgálatára
- Jupiter Ganymede Orbiter (JGO): Az ESA részprogramja az Ganymedes vizsgálatára
- Jupiter Magnetospheric Orbiter (JGO): Ha megvalósul, a JAXA programja a Jupiter mágneses mezejének vizsgálatára.
- Jupiter Europa Lander (JEL): Az Orosz Űrügynökség vizsgálja a lehetőségét, hogy egy leszállóegységet küld az Európa jeges felszínére.[7]